# Ayumi Hamasaki Dome Tour 2001 A
ayumi hamasaki DOME TOUR 2001 A – album koncertowy japońskiej piosenkarki Ayumi Hamasaki, wydany 12 grudnia 2001 roku. Na płycie znajdują się nagrania koncertów z trasy artystki, które odbyły się w Fukuoka Dome (22–23.06.2001), Nagoya Dome (26–27.06.2001), Osaka Dome (30.06 i 01.07.2001) oraz Tokyo Dome (6–7.07.2001). Płyta została wydana ponownie na DVD 1 marca 2006 roku. Album sprzedał się w liczbie 133 000 egzemplarzy.

## Lista utworów
| Nr  | Tytuł            |
| --- | ---------------- |
| 1.  | "evolution"      |
| 2.  | "Fly high"       |
| 3.  | "Duty"           |
| 4.  | "NEVER EVER"     |
| 5.  | "M"              |
| 6.  | "A Song for XX"  |
| 7.  | "SURREAL"        |
| 8.  | "Vogue"          |
| 9.  | "AUDIENCE"       |
| 10. | "SEASONS"        |
| 11. | "Endless sorrow" |
| 12. | "UNITE!"         |
| 13. | "Trauma"         |
| 14. | "Boys & Girls"   |
| 15. | "Who..."         |